# 小行星2588
小行星2588（2588 Flavia）是一颗绕太阳运转的小行星，为主小行星带小行星。该小行星于1981年11月2日发现。
該小行星以羅馬元老弗拉維烏斯命名。

## 轨道参数
小行星2588的轨道半长轴为2.4575794 UA，离心率为0.212。